# Mont Chittenden
Pour les articles homonymes, voir Chittenden.
Le mont Chittenden (en anglais : Mount Chittenden) est un sommet montagneux situé dans le parc national de Yellowstone, dans le comté de Park au Wyoming aux États-Unis. Il culmine à une altitude de 3 101 m.
Le sommet est nommé par Henry Gannett du Hayden Geological Survey de 1878 en l'honneur de George B. Chittenden, un géomètre qui avait travaillé avec Gannett et Hayden dans le cadre d'études dans le Montana, l'Idaho et le Wyoming mais jamais dans la région de Yellowstone.